# Bélaia Kalitvà
Bélaia Kalitvà - Белая Калитва (rus) és una ciutat de Rússia que es troba a l'óblast de Rostov. Es troba a la zona central de la província, a l'est dels contraforts de la serralada de Donets, a la vora esquerra del riu Donets, en la seva confluència amb els rius Kalitvà i Likhaia, a 131 km al nord-est de Rostov del Don, la capital de la província.
Pertanyen a aquesta ciutat els municipis de Borodinov, Diadin i Potselúiev.

## Història

### Prehistòria
La vila es troba a la vora de la intersecció de quatre rius cabalosos, per la qual cosa la regió fou poblada ja des de temps antics. S'hi han trobat restes que es remunten a més de 4.000 anys (II mil·lenni aC), de la cultura Srubna de l'edat del bronze. També, a la dècada del 1980, es trobaren restes de la mateixa època pertanyents a enterraments de la cultura de les catacumbes.

### Edat mitjana
Segons els investigadors, la batalla entre els russos i els kiptxaks del 1185, registrada a El conte de la campanya d'Ígor, es desenvolupà entre els rius Kalitvà i Bístraia. Segons l'historiador V.A. Afonàssiev, l'exèrcit d'Ígor Sviatoslàvitx va baixar per l'actual Donbàs i la vora esquerra del Donets. Per a ell, el riu Kaiala seria el Bístraia, tanmateix, per al també historiador V.I. Streletski, el riu Kaiala seria el Kalitvà.

### Abans de la Revolució

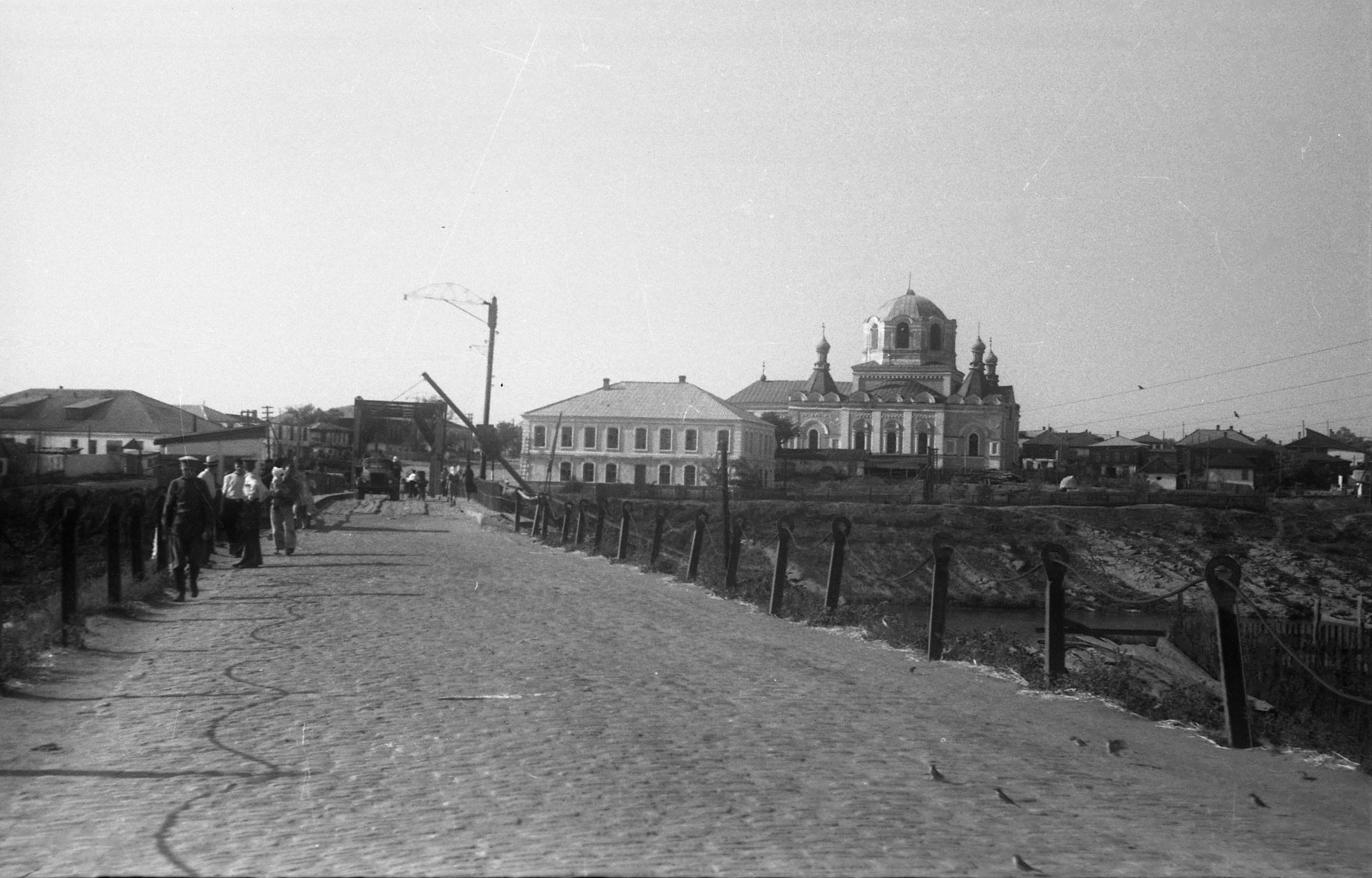
Vista de la vila des del pont sobre el riu Donets, 1942-1943.

La primera vila cosaca a l'emplaçament de Bélaia Kalitvà fou fundada el 1703, per decret del tsar Pere I, com es recull en una carta enviada a l'host de cosacs permesos i dirigida a Síssia Iermolàiev, Mikhaïl Nikitin i Imeleian Dorogalni, que havien enviat al tsar una súplica per instal·lar una stanitsa al riu Bélaia Kalitvà. El 1703 es considera la data oficial de fundació de l'stanitsa Ust-Belokalitvénskaia. La vila estava dividida en quatre parts: Maidan, Nizovka, Bugor i Zaiarovka. El 1900 fou connectada a la xarxa de ferrocarril, i amb l'estació, es desenvolupà el barri de Forxtadt. La història anterior a la Revolució Russa de 1917 estigué vinculada als cosacs del Don. Després d'ella i de la implementació del poder soviètic el 1918, el 3r i 5è Exèrcits Roigs ucraïnesos de Kliment Voroixílov estigueren instal·lats a l'stanitsa. Durant la Guerra Civil Russa, després de la insurrecció dels cosacs a Vióixenskaia, el 10 (23) de febrer del 1919, Ust-Belokalitvénskaia va decidir sumar-se a la insurrecció contra l'exèrcit soviètic.

### Gran Guerra Pàtria i postguerra

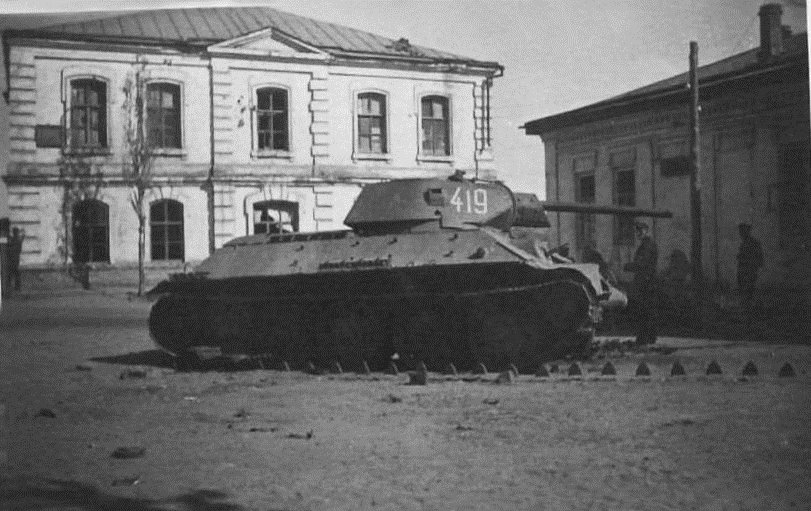
Tanc T-34 a la vila, 1942-1943.

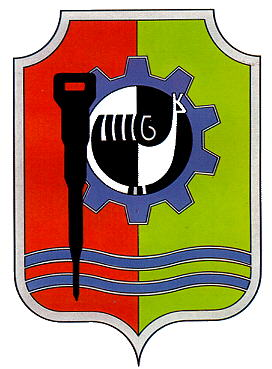
Escut de Bélaia Kalitvà el 1968.

El 1937, amb la creació de l'óblast de Rostov, Bélaia Kalitvà es convertí en centre del raion. Amb el desenvolupament de la indústria durant la primera meitat del segle xx, l'stanitsa Ust-Belokalitvínskaia es convertí en una localitat industrial, i el 1941 per ucàs del Soviet Suprem de la RSFS de Rússia, va rebre l'estatus de possiólok i fou rebatejada amb el nom de Bélaia Kalitvà. Durant la Gran Guerra Pàtria, la localitat fou ocupada per la Wehrmacht de l'Alemanya Nazi el 20 de juliol del 1942. Fou alliberada, dins del context de les operacions de la batalla de Stalingrad per l'esquadró de cavalleria de la Guàrdia de la Divisió de Cavalleria Baixkíria, comandada per Annaklikh Atàiev, el 19 de gener de 1943, amb un gran cost de vides. En homenatge als caiguts, es va construir un memorial amb els noms de més de mil habitants de la vila que varen perdre la vida en la guerra i una flama de foc etern. Atàiev, que va morir en aquestes operacions, va rebre de manera pòstuma el títol d'Heroi de la Unió Soviètica, i una de les localitats del raion fou nomenada en honor seu. Després de la guerra, es refeu ràpidament la mineria hullera i es recomençà la construcció d'una gran planta metal·lúrgica. El 1958 va accedir a l'estatus de ciutat.

## Monuments i llocs d'interès

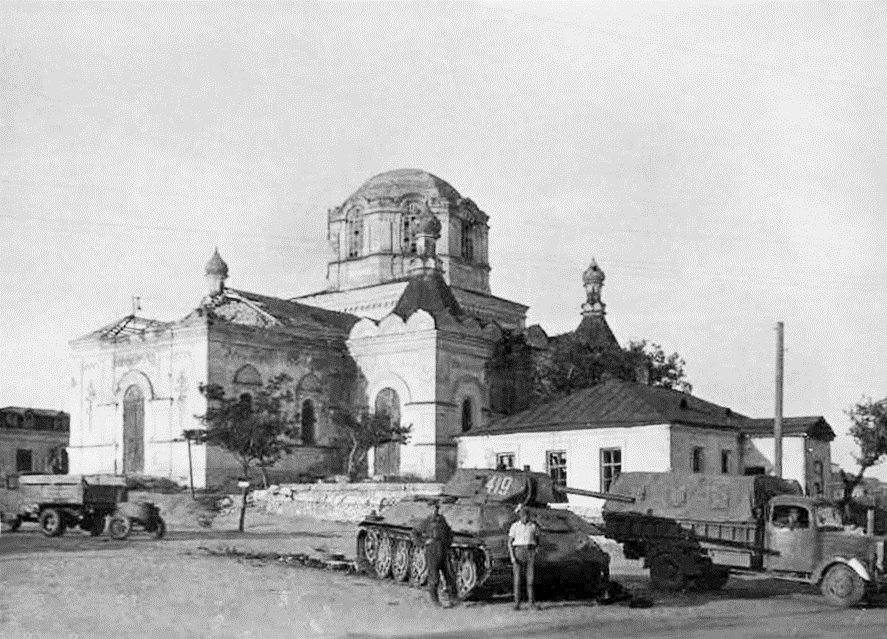
L'Església de la Presentació al Temple de la Mare de Déu el 1942.

A la vila hi ha l'Església de la Presentació al Temple de la Mare de Déu (carrer Bolxaia, 2), originàriament construïda en fusta a la dècada del 1780 i reconstruïda en pedra el 1896 i el 1905. Durant la dècada del 1905 fou tancada, i en retiraren les creus, cúpules, campanar i iconostasi. El temple va obrir al culte durant els anys de la Segona Guerra Mundial, però va ser tancat de nou el 1961 per instal·lar-hi una casa de pioners. El 1988 fou retornat a l'Església Ortodoxa Russa, que va iniciar la seva restauració.
Hi ha una altra església, la de la Icona de la Mare de Déu Derjàvnaia, construïda entre el 2004 i el 2007.